# Estación de Collombey
La estación de Collombey es un apeadero de la comuna suiza de Collombey-Muraz, en el Cantón del Valais.

## Historia y situación
El apeadero de Collombey fue inaugurado en el año 1859 con la puesta en servicio del tramo Le Bouveret - San Mauricio - Martigny, que pertenece el primer segmento a la línea del Tokin y el segundo, a la línea Lausana - Brig, más conocida como la línea del Simplon.
Se encuentra ubicado en el centro del núcleo urbano de Collombey, situado en el sur de la comuna de Collombey-Muraz. Cuenta con un único andén lateral al que accede una vía pasante. En el norte del apeadero existe una derivación hacia una refinería.
En la comuna existen más estaciones y apeaderos de ferrocarril, pertenecientes a la red de vía métrica que opera TPC (Transports Publics du Chablais) y que tiene como extremos Champéry y Aigle. La estación más importante de esta red en la comuna es la de Collombey-Muraz, que se encuentra en el centro de Collombey.
En términos ferroviarios, el apeadero se sitúa en la línea Saint-Gingolph - San Mauricio. Sus dependencias ferroviarias colaterales son el apeadero de Vionnaz hacia Saint-Gingolph, y la estación de Monthey en dirección San Mauricio.

## Servicios ferroviarios
Los servicios ferroviarios de este apeadero están prestados por SBB-CFF-FFS y por RegionAlps, empresa participada por los SBB-CFF-FFS y que opera servicios de trenes regionales en el Cantón del Valais:

### Regional
- R Saint-Gingolph - Monthey - San Mauricio - Sion - Brig. Efectúa parada en todas las estaciones y apeaderos del trayecto. Operado por RegionAlps.